# أبو ميسرة
عمرو بن شرحبيل الهمداني أبو ميسرة الكوفي هو محدث من الطبقة الأولى من التابعين. فقد حدث عن عمر وعلي وابن مسعود وغيرهم وكان إمام مسجد بني وادعة من العباد الأولياء حدث عنه أبو وائل والشعبي والقاسم بن مخيمرة وأبو إسحاق ومحمد بن المنتشر

## سيرته
قال إسرائيل بن يونس كان أبو ميسرة إذا أخذ عطاءه تصدق منه فإذا جاء أهله فعدوه وجدوه سواء فقال لبني أخيه ألا تفعلون مثل هذا فقالوا لو علمنا أنه لا ينقص لفعلنا قال إني لست أشترط على ربي أبو معاوية عن الأعمش عن شقيق قال ما رأيت همدانيا قط أحب إلي أن أكون في مسلاخة من عمرو بن شرحبيل وروى عاصم عن أبي وائل قال ما اشتملت همدانية على مثل أبي ميسرة قيل ولا مسروق قال ولا مسروق قال أبو إسحاق رأيت لأبي ميسرة وأصحابه طيالسة لها أزرار طوال من ديباج قال وأوصى أبو ميسرة أن يجعل على لحده طن قصب أو حرادي وقال يطيب نفسي أني لا أترك علي دينار ولا أترك ولدا.
وقال أبو وائل قال عمرو بن شرحبيل ولا تطيلوا جدثي فإن المهاجرين كانوا يكرهون ذلك قال أبو إسحاق رأيت أبا جحيفة في جنازة أبي ميسرة آخذا بقائمة السرير وهو يقول غفر الله لك يا أبا ميسرة قال ابن سعد قالوا مات في ولاية عبيد الله بن زياد
و قد ذكر كتاب تاريخ الخلفاء (كتاب) انه توفي في زمن علي بن أبي طالب

## روايته للحديث النبوي
روى عن: حذيفة بن اليمان، وسليمان بن ربيعة، وعبد الله بن مسعود، وعلي بن أبي طالب، وعمر بن الخطاب، وقيس بن سعد بن عبادة، ومعقل بن مقرن المزني، والنعمان بن بشير، وعائشة بنت أبي بكر.
روى عنه: الحكم بن عتيبة، وأبو وائل شقيق بن سلمة، وطلحة بن مصرف، وعامر الشعبي، وعمارة بن عمير، والقاسم بن مخيمرة، ومالك بن الحارث السلمي، ومحمد بن عبد الرحمن بن سعد بن زرارة على خلاف فيه، ومحمد بن المنتشر، ومسروق بن الأجدع وهو من أقرانه، وأبو إسحاق السبيعي، وأبو عمارة الهمداني.